# Jam Master Jay
Jam Master Jay, de son vrai nom Jason William Mizell, né le 21 janvier 1965 à Brooklyn et mort assassiné le 30 octobre 2002 à Jamaica Queens, à New York, est le fondateur et le disc jockey du groupe américain de hip-hop Run–D.M.C., établi dans le quartier de Queens, à New York. Dans les années 1980, Run-D.M.C. est devenu l'un des plus grands groupes de hip-hop, crédité pour avoir popularisé le genre,.

## Biographie

### Jeunesse
Mizell est né à Brooklyn, New York. À l'âge de 3 ans, il commence à jouer de la trompette. Puis il apprend la basse, la guitare et la batterie, et joue pour plusieurs groupes avant de se mettre à la platine,. Il emménage avec sa famille à Hollis, dans le Queens, en 1975 où il découvre le DJing à 13 ans,. Il apprend vite et estime, après un an de DJing, pouvoir jouer devant un public,. Il jouera dans des parcs puis dans des bars. Il jouera également dans quelques petits événements locaux. Après avoir fait l'achat d'un Technics 1200s, il s'améliore rapidement pendant les nuits.

### Carrière
Mizell devient disc jockey car il « voulait faire partie d'un groupe,. » Avant de se joindre à Run-D.M.C., il joue de la basse et de la batterie pour plusieurs groupes de garage. En 1982, il rencontre Joseph « Run » Simmons et Darryl « D.M.C. » McDaniels après ses études au lycée, et accepte d'être le DJ de leur groupe,. Sur l'album de Run-D.M.C. Raising Hell, Mizell joue du clavier, de la basse, et de la batterie Mizell revient et restera dans son quartier natal à Hollis, dans le Queens. En 1989, Mizell fonde le label Jam Master Jay Records, qui atteint le succès en 1993 grâce au groupe Onyx. En 2002, Mizell lance la Scratch DJ Academy à Manhattan. À Noël, Mizell survit d'un accident de voiture et d'une blessure par balle au genou.

### Mort
Le 30 octobre 2002, à 19 h 30, Mizell est tué par balle dans un studio d'enregistrement au Merrick Boulevard de Jamaica, dans le Queens. Une autre victime, un jeune homme de 25 ans appelé Uriel « Tony» Rincon, reçoit une balle à la jambe mais survit à ses blessures. À la suite de sa mort, plusieurs musiciens expriment leur tristesse, expliquant qu'il s'agit d'une perte pour la scène hip-hop. Mizell est enterré au Perncliff Cemetery de Hartsdale, à New York.
Le meurtre, resté longtemps non élucidé et donnant lieu à des spéculations qui font état de l'implication de l'entourage du rappeur 50 Cent, fait l'objet un documentaire Netflix intitulé ReMastered: Who Killed Jam Master Jay? réalisé en 2018.
Le 17 août 2020, après 18 ans d'enquête, deux suspects - Ronald Washington et Karl Jordan Jr. - sont inculpés. L'acte d'accusation allègue que Mizell avait récemment acquis dix kilogrammes de cocaïne auprès d'un distributeur basé dans le Maryland. Mizell, Washington et Jordan avaient un accord pour vendre la cocaïne en consignation, mais Mizell a exclu les deux hommes après un différend. Washington avait été considéré comme suspect très tôt dans l'enquête, et Jordan avait été accusé en août 2003 de tentative de meurtre après avoir tiré à la jambe du neveu de Mizell, Rodney Jones.